# Mitsubishi Magna
Mitsubishi Magna — автомобиль, выпускавшийся с 1985 по 2005 год Mitsubishi Motors Australia Limited (MMAL), австралийским подразделением Mitsubishi Motors. Разработанные в качестве замены Mitsubishi Sigma, каждое поколение Magna, основанное на японских платформах, было модернизировано для австралийского рынка. 
Дебютировала модель в 1987 году. Изначально Magna оснащалась рядными четырёхцилиндровыми двигателями и кузовами седан и универсал. С годами каждая новая серия увеличился в размерах, и со вторым поколением в 1991 году ассортимент дополнился роскошным вариантом под названием Mitsubishi Verada с двигателем V6. За это время Mitsubishi Verada и Mitsubishi Magna стали первыми австралийскими автомобилями, экспортируемыми по всему миру в больших количествах, в основном под названием Mitsubishi Diamante. Третье и последнее поколение Mitsubishi Magna запущено в серию в 1996 году, полноприводная (AWD) версия добавлена в 2002 году. Значительное обновление третьего поколения состоялось в 2003 году. В 2005 году Mitsubishi Magna был заменён моделью Mitsubishi 380.
Magna была разработана в качестве замены заднеприводной модели Chrysler Sigma. Ранее в линейке австралийского отделения Mitsubishi был большой семейный автомобиль в виде шестицилиндровогоChrysler Valiant, перешедший MMAL по наследству после операции покупки Chrysler Australia в 1980 году. Тем не менее MMAL решило, что ширина автомобиля будет решающим фактором для австралийских покупателей, которые традиционно предпочитают большие автомобили. В результате, чтобы более эффективно конкурировать против больших заднеприводных соперников, а именно Ford Falcon и Holden Commodore, бывшие инженеры Chrysler, перешедшие на MMAL, разработали более широкий автомобиль среднего класса, характерный для австралийского рынка. Эта модель была основана на основе пятого поколения японского переднеприводного Mitsubishi Galant (Sigma), выпущенного в августе 1983 года. Инженеры внесли изменения в кузов Galant: расширили на 65 мм и укрепили для австралийских дорожных условий. Чтобы подчеркнуть размер и преимущество над другими автомобилями Mitsubishi среднего класса, он был назван Magna — производное от латинского слова Магнус, что означает «большой, важный, великий». Такой подход оказался удачным для австралийского рынка, делая Magna сильным конкурентом Toyota Corona, Holden Camira, Nissan Bluebird, Ford Telstar. Расширение платформы также повлияло на Honda, Mazda, Nissan, и Toyota, которые сделали то же самое для своих среднеразмерных моделей на международных рынках, например, в случае «широкофюзеляжного» Тойота Camry (XV10) 1991 года.
Mitsubishi Motors Australia Limited производил Mitsubishi Verada и Mitsubishi Magna на её заводе Кловелли Парк в Южной Австралии. Большинство двигателей — в первую очередь оригинальный четырёхцилиндровый Астрон II (модель 4G54) и последующие двигатели V6 (модель 6G72 и 6G74)—были изготовлены в Лонсдейле, Южная Австралия.

## Первое поколение
Следуя заявленной смете в $50 млн.на разработку, Mitsubishi представила Magna в Австралии в апреле 1985 года изначально как седан, кузов универсал был добавлен в июне 1987 года. Они были изготовлены в Tonsley Парк, Южная Австралия. как серия TM, а после обновления, в 1987 и 1989 году, как TN и TP серии соответственно.
Единственным крупным эстетическим отличием Magna относительно своего японского донора (Mitsubishi Galant) была ширина кузова, а общий стиль и боковой профиль были схожи благодаря общей технологической оснастки. При этом Magna была меньше и легче, чем её заднеприводные соперники Ford Falcon и Holden Commodore. Оснащённая двигателем с четырьмя цилиндрами вместо более традиционных шестицилиндровых двигателей, используемых Holden и Ford, даже несмотря на удачный коэффициент сопротивления Сх=0.36, Magna не была существенно экономичнее конкурентов. В частности, средний расход топлива был официально присвоен в 11,0 л на 100 км при езде по городу и 7,8 л на 100 км по трассе.
Двигателем Magna первого поколения стал 2,6-литровый поперечно установленный рядный четырёхцилиндровый двигатель 4G54 из семейства 4G5 «Astron», по сравнению с двигателем Сигмы, он был модифицирован: гидравлические опоры и "«Silent Shaft» (уравновешивающая технология, разработанная и лицензированная для других автопроизводителей компанией Mitsubishi Motors, чтобы уменьшить вибрации, присущие большим четырёхцилиндровым двигателям.
Magna был оснащена либо пятиступенчатой механической или четырёхступенчатой автоматической коробкой передач с электронным управлением и режимом overdrive. Исполнительный и роскошные элитные модели, однако, были доступны только в автоматическом. Подвеска колёс на Макферсон-стойках с пружинами, задняя подвеска с торсионной балкой, двумя продольными рычагами и тяга Панара), на универсалах — неразрезной мост на пружинах.

### ТМ серия

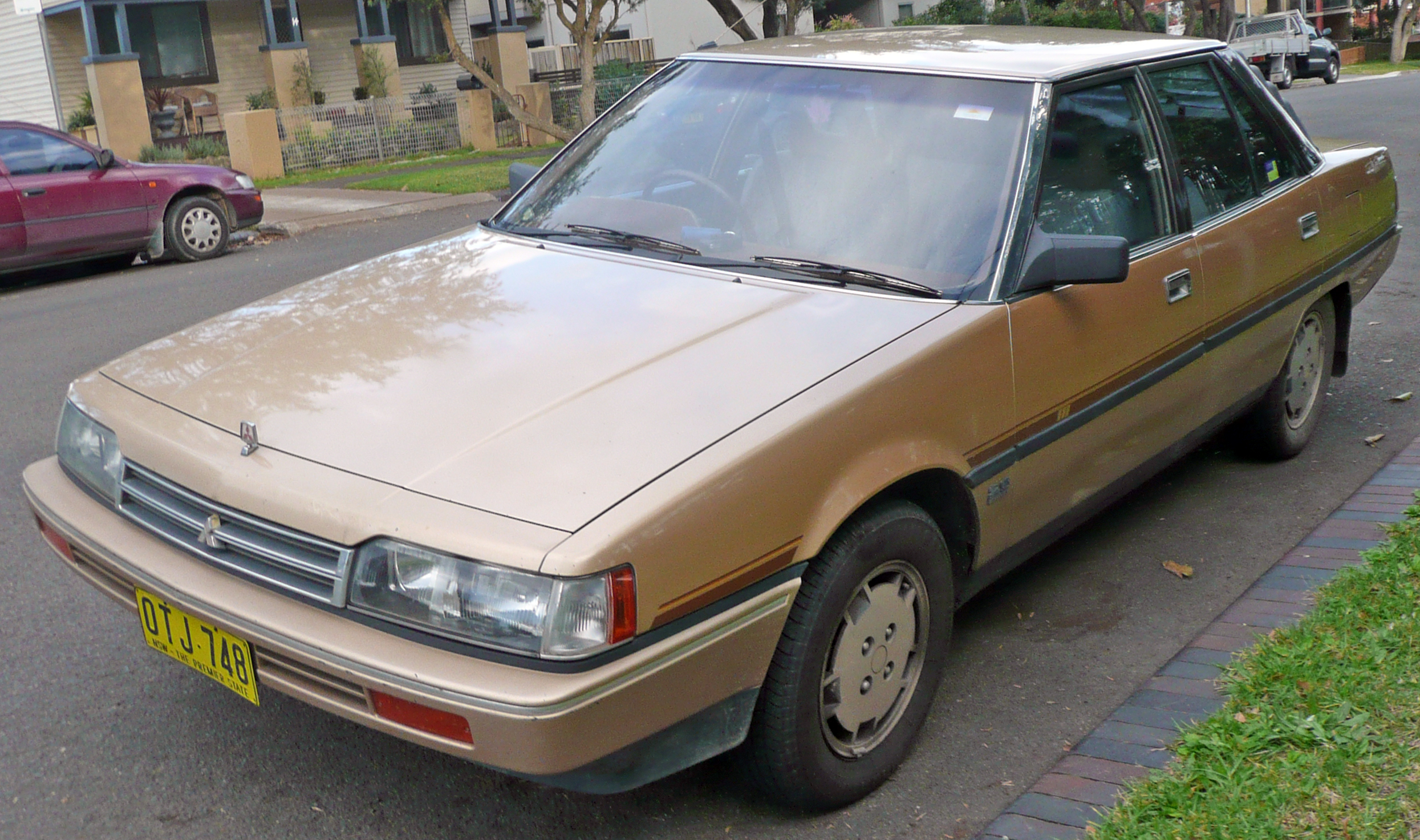
Magna SE sedan (TM)

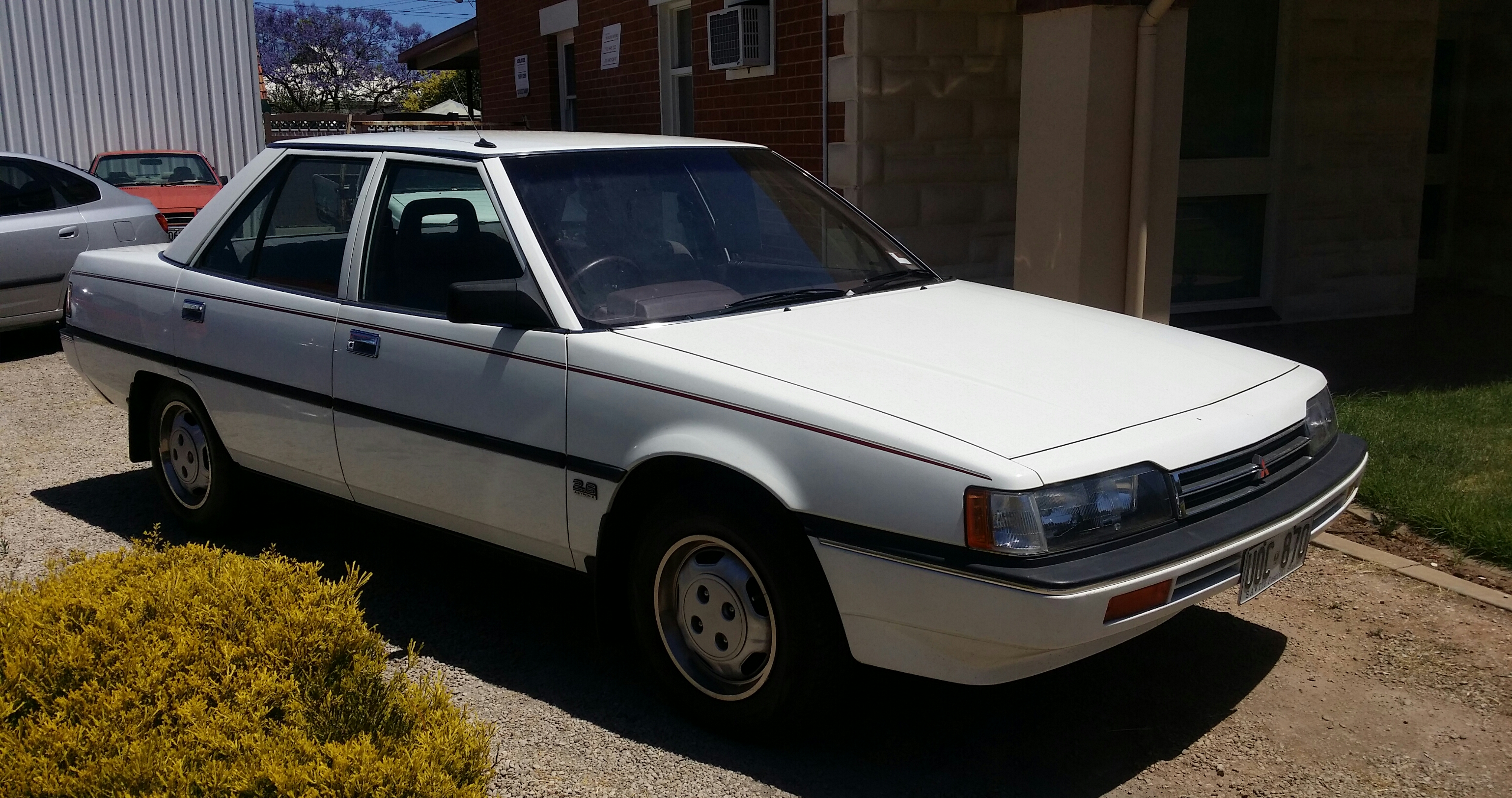
Mitsubishi Magna (TM) GLX

На момент запуска в апреле 1985 года в ТМ серию входят следующие комплектации: базовая комплектации GLX, среднего диапазона SE и высокого класса Elite.. В августе 1986 года ассортимент расширен вариантом Executive. Этот новый вариант включал новый пластиковый руль, усилитель руля и кондиционер. SE и Elite — дополнительно к перечисленному выше сидения и обивка были покрыты велюром, расширены регулировки сиденья водителя (семь вместо четырёх направлений), поясничная поддержка для водителя и переднего пассажира; задний складной центральный подлокотник, интегрированные подголовники, дистанционное открывания багажника, электростеклоподъемники, центральный замок и легкосплавные колесные диски (стандарт для элиты и опция на SE), окраска «металликом» (двухцветный на элиту), радио/кассетные плееры с боковой электрической антенной и отдельными кнопки управления на руле. На Elite также предоставлена ЖК-панель приборов в соответствии с японской автомобильной тенденцией конца 1980-х годов. Общей для всех моделей являются регулируемый наклон рулевой колонки и клавиша дистанционного открывания лючка бензобака.
Отпускные цены явились ключевым решающим фактором конкурентоспособности компании, поскольку за меньшие деньги MMAL удалось продать более совершенный автомобиль по отношению к своим главным соперникам, что нашло отражение в выделенной категории «value for money» («ценность за деньги») самой престижной автомобильной премии Австралии Car of the Year и титул «Автомобиль года» в 1985 году.
Двигатель 4G54 с карбюратором выдавал 85 кВт (116 л. с.) при 5000 об / мин и 198 Н*м при 3000 оборотов в минуту.
Варианты:
- GLX (карбюратор; МКПП или АКПП)
- Executive (карбюратор; МКПП или АКПП))
- SE (карбюратор; МКПП или АКПП))
- Elite (карбюратор; АКПП))

### TN серия

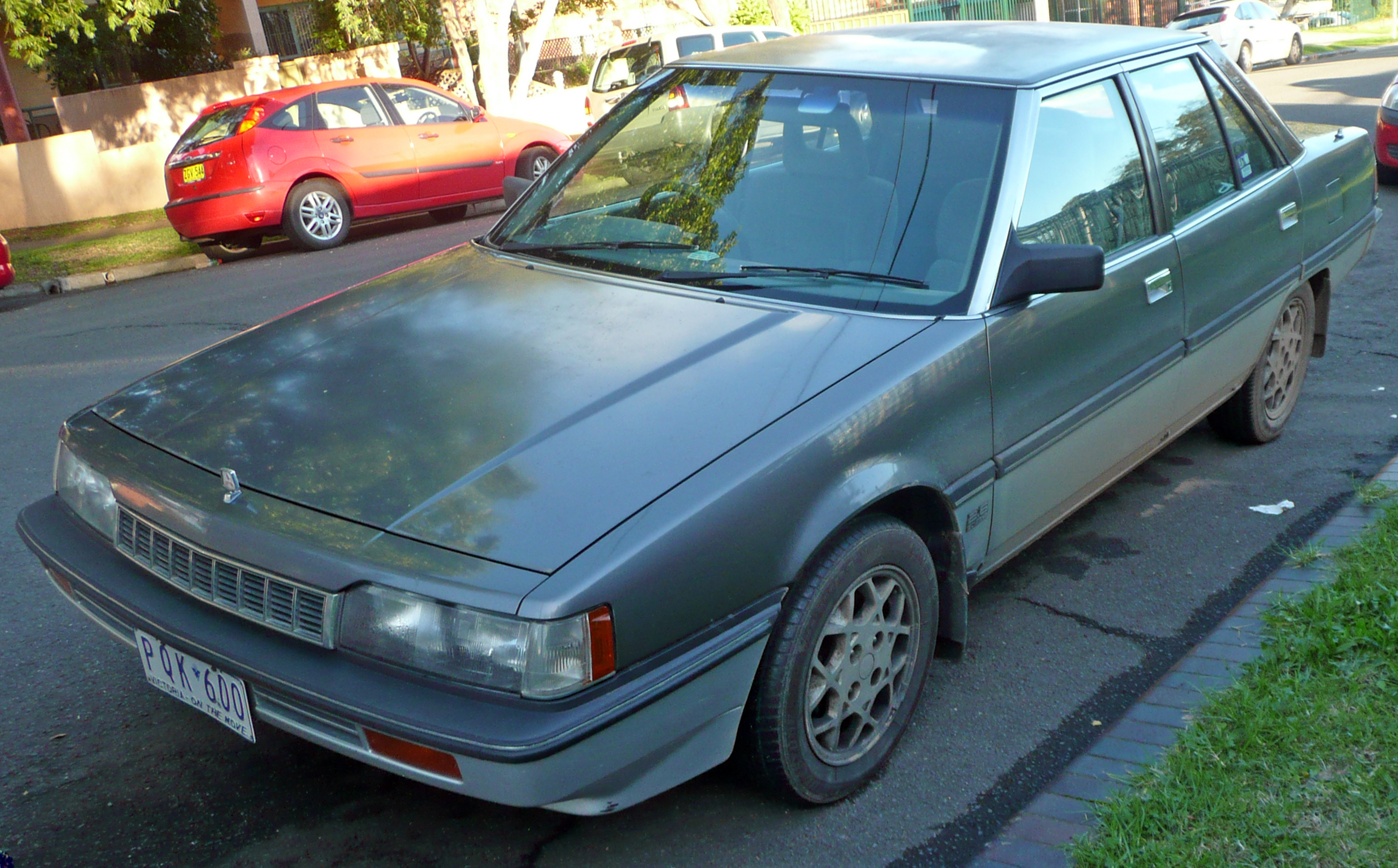
Mitsubishi Magna (TN) Elite

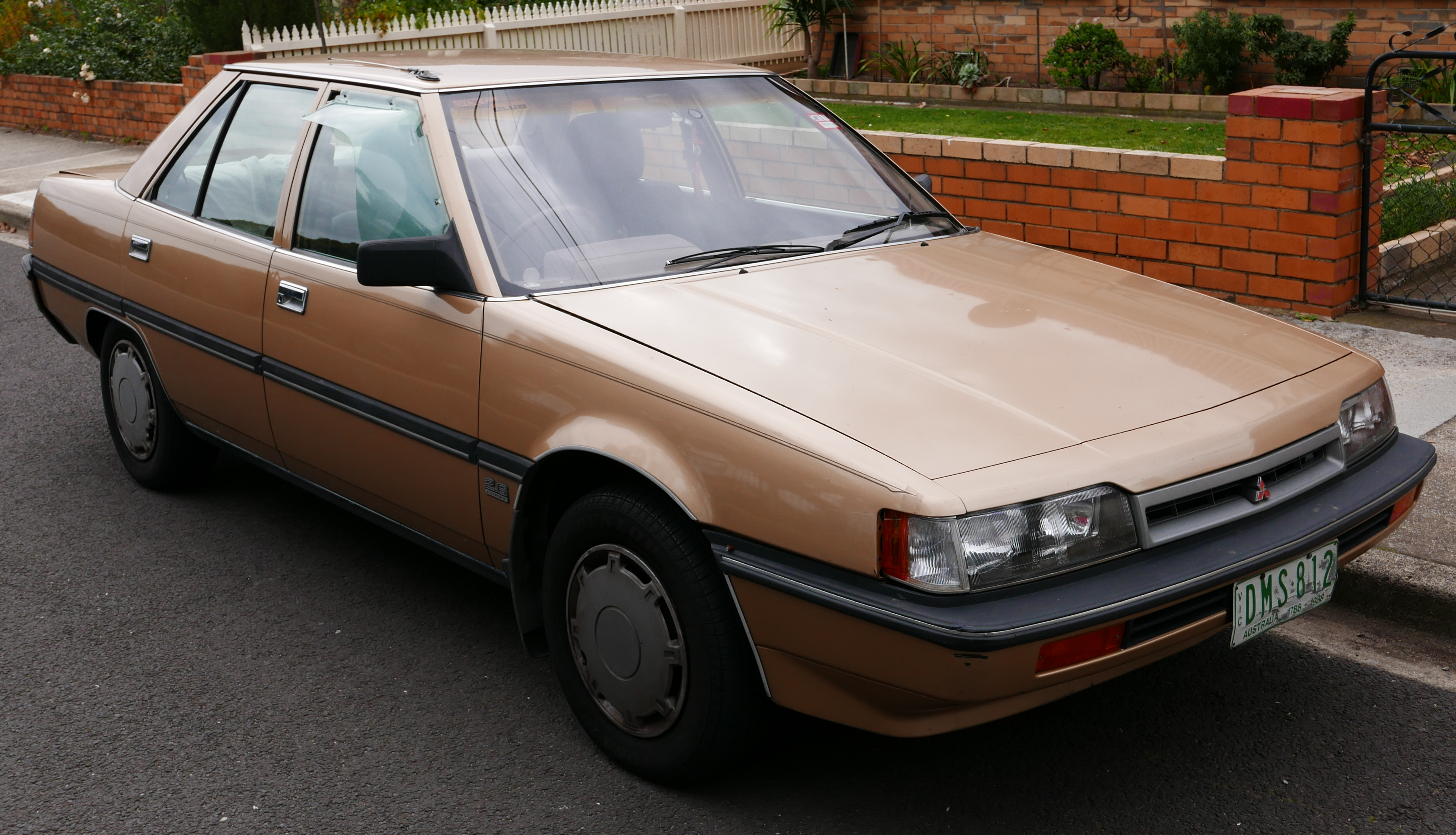
Mitsubishi Magna (TN) GLX

Апрель 1987 года принес первое обновление Magna (индекс TN). Косметические изменения включали новую решетку радиатора, перенос заднего номерного знака на бампер и пересмотренную отделку, улучшенные сидения. Также появился обновлённый двигатель Astron II с EFI, пересмотренная автоматическая коробка передач, улучшенные аудио и дополнительное оборудования.
Двигатель 4G54 «ECI Multi» с системой EFI (электронного впрыска топлива) стал выдавать 125 л.с.
С июня 1987 года в продаже появился вариант с кузовом универсал, спроектированный и производившийся исключительно в Австралии. Заявленная грузоподъемность составила 1200 килограммов (2600 фунтов) . В июне 1988 года появилась спортивная комплектация универсала Elante (с EFI и более спортивные настройки подвески) и роскошная Elite wagon.
Варианты:
- GLX (карбюратор или EFI; МКПП или АКПП)
- Executive (карбюратор или EFI; АКПП)
- SE (карбюратор или EFI; МКПП или АКПП)
- Elite (EFI; АКПП)
- Elante sedan (EFI; МКПП или АКПП)

Ограниченная серия:
- Challenge (EFI; МКПП или АКПП)

### TP серия

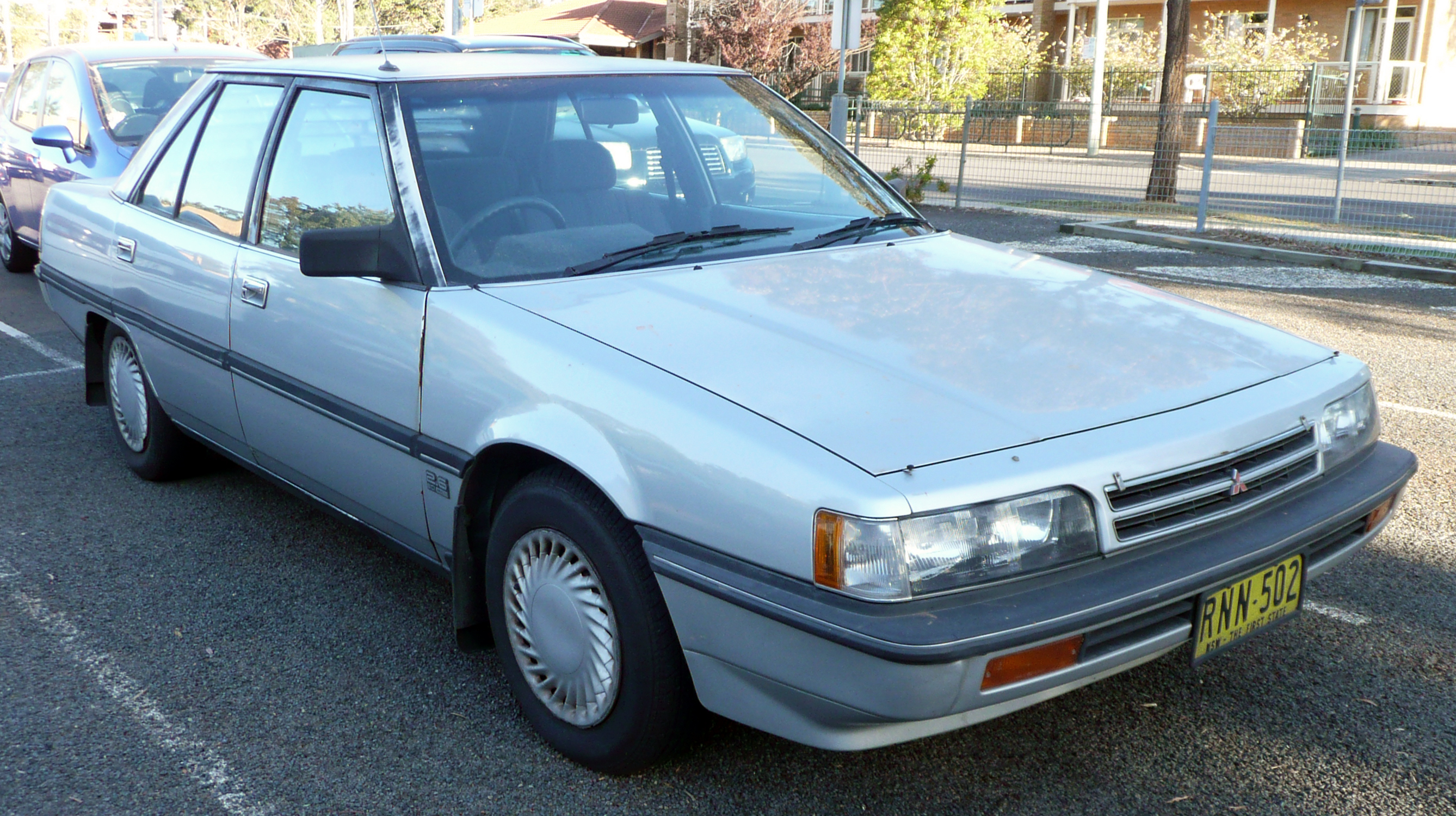
Mitsubishi Magna (TP) Executive

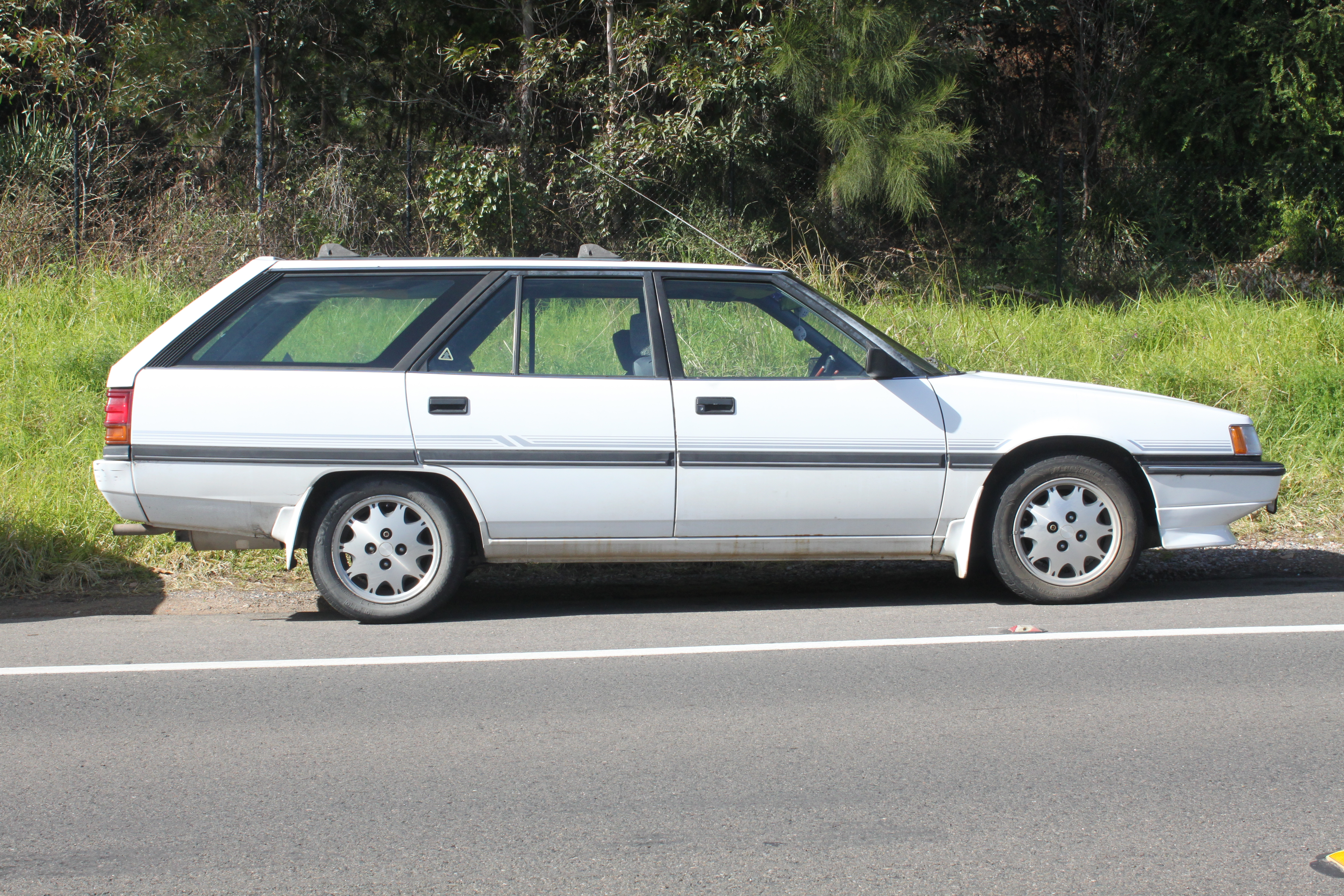
Mitsubishi Magna (TP) Grand Tourer

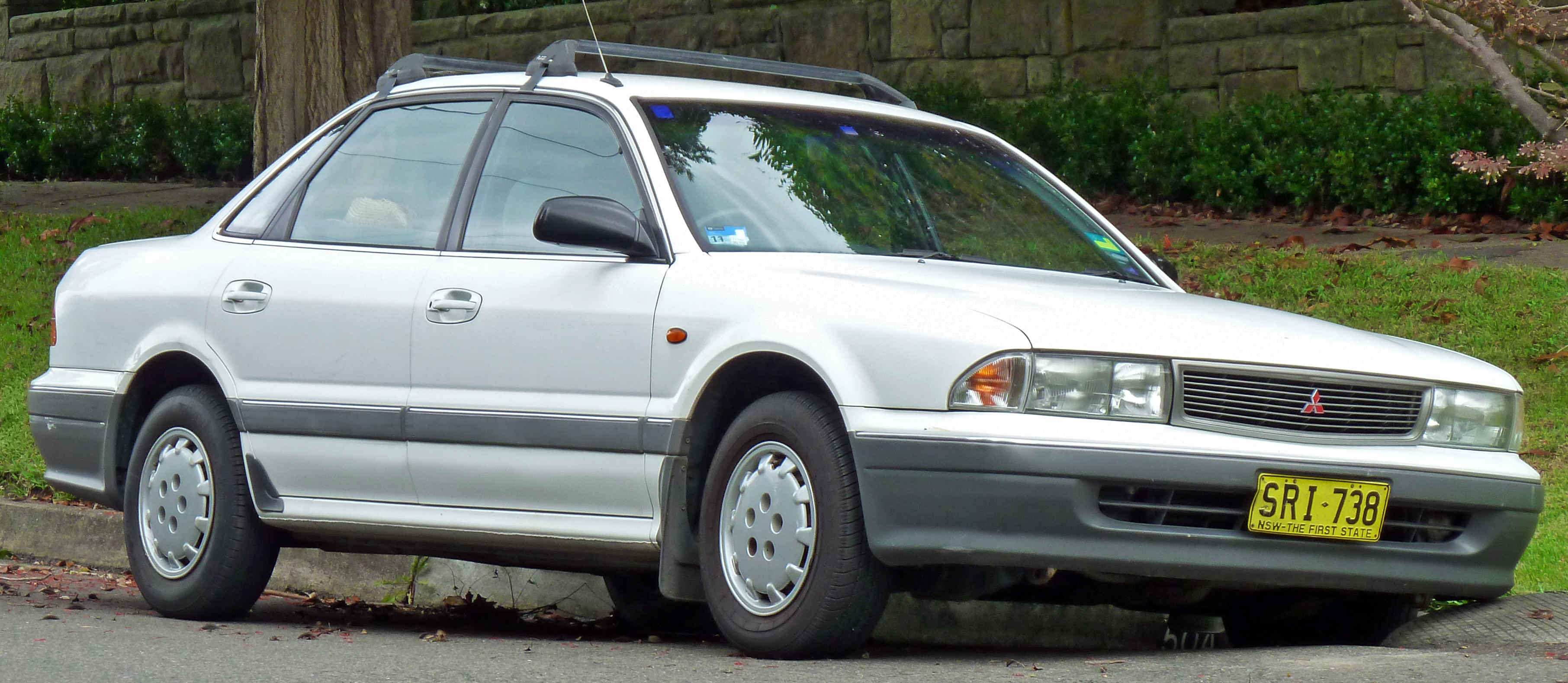
Mitsubishi Magna (TR) Executive

В июне 1989 года вышло последнее обновление первого поколения Magna, известное как «серия TP». Пересмотрены решетка радиатора и задние фонари, а также новый дизайн колес. Усовершенствованная четырёхступенчатая автоматическая коробка передач, интерьер, консоль и сиденья были также частью обновления. Усилитель руля стал стандартным на всех комплектациях в 1990 году, также как и система EFI.. В сентябре 1990 года вышла комплектация Grand Tourer ограниченным тиражом в 1000 седанов — с большими колесами и настройками подвески от Elante.
Седан TP серии оставался в производстве до апреля 1991 года, а универсал продавался наряду с новым седаном серии TR до мая 1992 года.
Варианты: 
- GLX (карбюратор или EFI; МКПП или АКПП)
- Executive (карбюратор или EFI; МКПП или АКПП)
- SE (EFI; МКПП или АКПП)
- Elite (EFI; АКПП)
- Elante sedan (EFI; МКПП или АКПП)

Ограниченные серии:
- Encore (EFI, МКПП или АКПП)
- Grand Tourer sedan (EFI; МКПП или АКПП)
- Grand Tourer wagon (EFI; МКПП или АКПП)
- Safari wagon (EFI; МКПП или АКПП)

## Второе поколение (1991—1996)

### TR / KR серия
Magna была модернизирована «с нуля» с введением большого седана в апреле 1991 года (универсал вышел в мае 1992 года). эта серия была обозначена TR и оснащалась силовым агрегатом от предыдущего поколения. В отличие от первого поколения, чей широкофюзеляжный кузов был разработан в Австралии, второе поколение унаследовало платформу японской Mitsubishi Diamante (как и для Mitsubishi 3000GT). по оценкам MMAL в период между 1989 (когда проект начинался) и выходом универсала в 1992 году, общая сумма инвестиций в новую Magna составили в общей сложности $389 миллионов.
Обладая более аэродинамичным кузовом с коэффициентом сопротивления Cx=0.33, серия TR была также тяжелее первого поколения примерно на 100 килограммов (220 фунтов). Двигатель 4G54 был вновь модернизирован, и стал доступен только с EFI. В результате двигатель увеличил мощность до 98 кВт (133 л. с.) при 4750 об / мин и 212 Н*м при 3750 об / мин при использовании бензина с октановым числом 91, и 102 кВт (139 л. с.) при 4750 оборотах в минуту и 220 Н*м при 4000 об / мин при использовании бензина с октановым числом 95. Чуть позже в том же 1991 году, вновь появилась комплектация GLX, но только с карбюраторным двигателем и по цене ниже, чем у других моделей, чтобы сделать новый Magna более доступным.
В июле 1991 года, MMAL представил элитную версию под собственным названием Mitsubishi Verada с 3,0-литровым двигателем V6, серия получила обозначение KR. Magna и Verada имели один кузов, хотя последняя отличалась уникальной решеткой радиатора и более крупными бамперами для экспорт моделей в США, а также роскошной фурнитурой. Установленный 3.0-литровый V6 из семейства «Циклон» имел кодовое название 6G72. Его характеристики колебались от 120 кВт (160 л. с.) при 5500 оборотах в минуту и 235 Н*м при 4000 об / мин на АИ-91 до 124 кВт (169 л. с.) при 5500 об / мин и 244 Н*м при 3000 оборотов в минуту на АИ-95. Автоматическая коробка передач использовалась и с четырёх- и с шестицилиндровыми двигателями, она оснащалось фирменной системой электронного управления INVECS («Intelligent & Innovative Vehicle Electronic Control System») первого поколения.

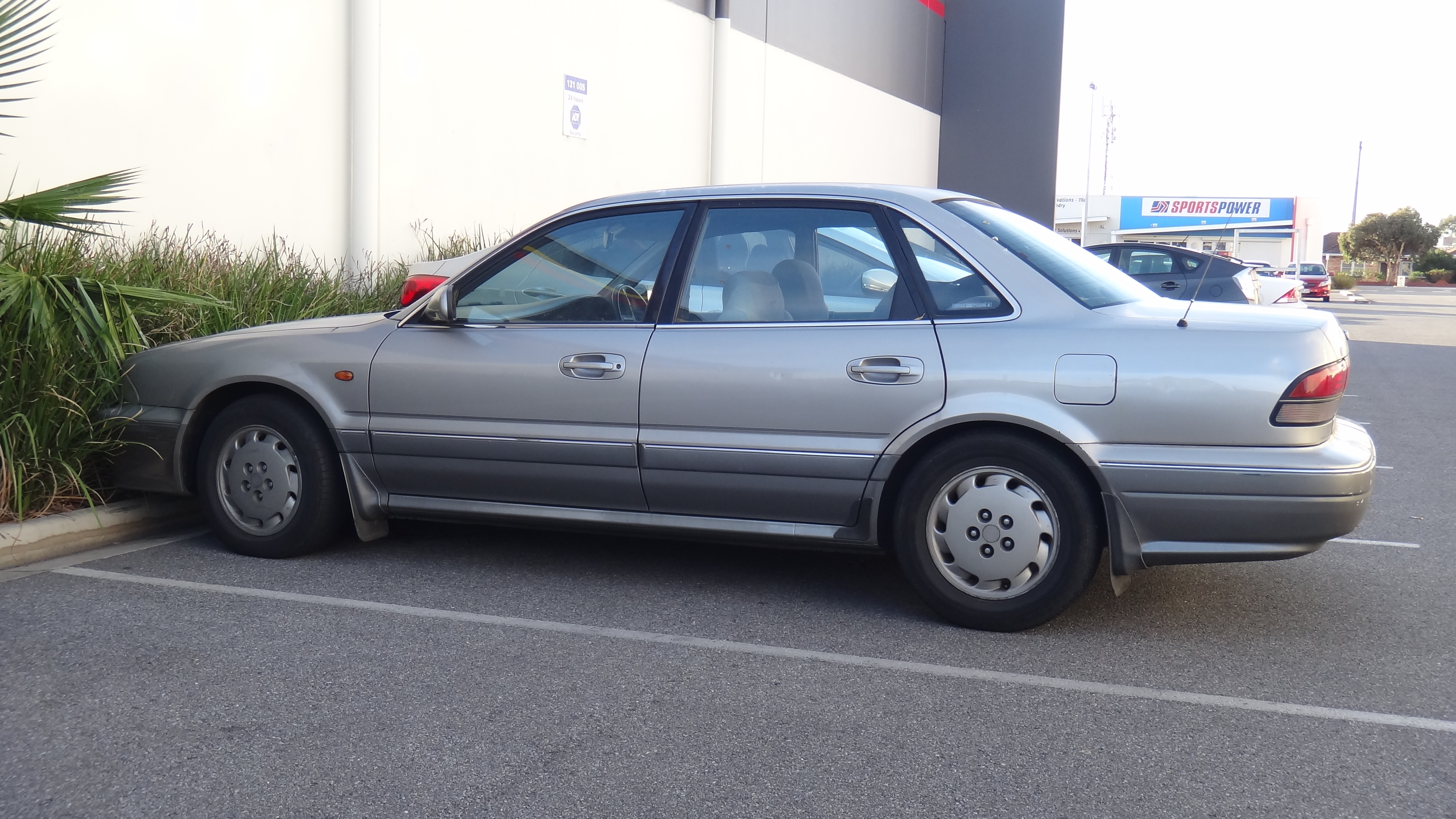
Mitsubishi Verada (KR) Xi

В Австралии из-за рецессии начале 1990-х годов и роста цен на нефть, шестицилиндровая Magna не выпускалось. Наконец, в 1993 году, с восстановлением экономики и стабилизации цен на нефть, двигатель V6 был предложен на Magna впервые и то в качестве опции. Это 3,0-литровый V6 был доступен только в комплектации Executive, которая также была оснащена более крупными 15-дюймовыми колесами и другой отделкой салона. Небольшой значок «V6» на крышку багажника отличал шестицилиндровую модель.
На момент запуска серии TR, Magna вышла в комплектациях Executive sedan, SE sedan, и Elite. Verada с V6 двигателем комплектации Ei была готова примерно на таком же уровне как Магна SE, за исключением того, что кондиционирование воздуха было стандартным. В топовую комплектацию Verada Xi также включены легкосплавные диски, центральный замок, климат-контроль, круиз-контроль, высококачественная аудиосистема, руль с управлением круиз-контролем и аудиосистемой, электростеклоподъемники, электрически регулируемые сиденья водителя. Кроме того, Xi могла оснащаться электронно-управляемой подвеской с четырёх-полосными регулируемыми амортизаторами и регулируемыми пневматическими элементами в дополнение к стандартным пружинам. Эта система автоматически регулирует жёсткость подвески соразмерно дорожным условиям, скорости и стиля вождения. Также стало возможным оснащение антиблокировочной тормозной системой (ABS) и водительской подушкой безопасности впервые на обоих комплектациях Veradas.

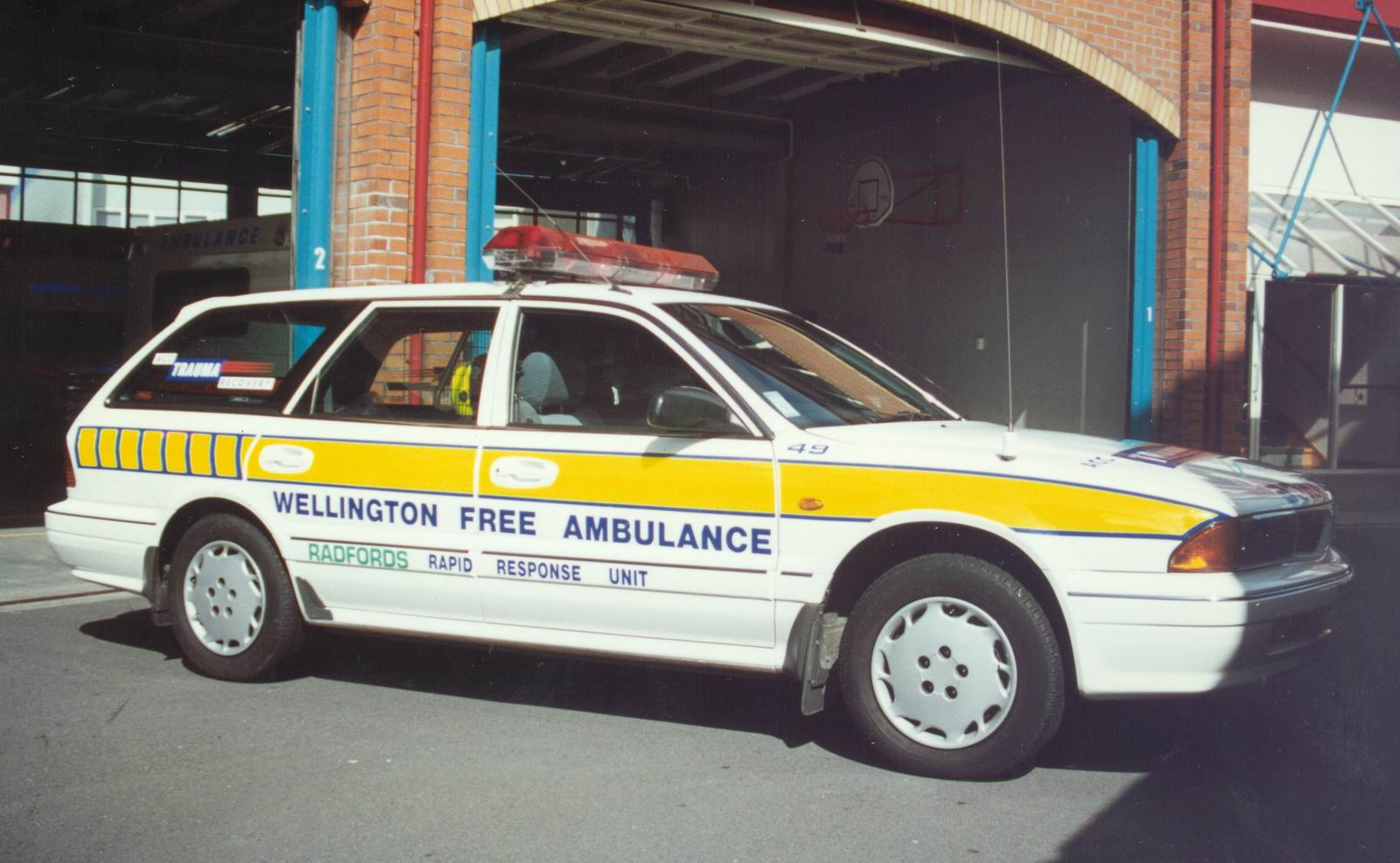
Mitsubishi V3000

В Новой Зеландии автомобили продавались под маркой Magna и V3000, на основе соответствующим им четырёх — и шестицилиндровых моделям. Magna включала исполнения GLX и Super Saloon, а V3000 исполнения Executive, Super Saloon, Elite (только универсал) и SEi.
Новый австралийский автомобиль был разработан в том числе и для экспорта в международном масштабе, его качество сборки позволило увеличить продажи в Японии, США, Великобритании и Новой Зеландии в несколько раз относительно запланированных начальных объёмов. Универсал Verada лёг в основу большой экспортной программы MMAL под именем Diamante и Сигма, а Австралия стала единственным производителем этих универсалов по всему миру.
Варианты:
- GLX (карбюратор; МКПП или АКПП)
- Executive (EFI; МКПП или АКПП)
- Executive V6 (МКПП или АКПП)
- SE (EFI; МКПП или АКПП)
- Elite (EFI; АКПП)

Ограниченная версия:
- Profile sedan (АКПП)

### TS / KS серия
Все модели Mitsubishi Magna второго поколения были обновлены в марте 1994 года с приходом новой серии TS и KS. Их двигатели были также усовершенствованы. Пересмотренный Verada получил дополнительное оборудование, которое было ранее зарезервировано для экспортных рынков. Оно включало другую решетку радиатора, более дорогие фары (относительно автомобилей для Австралии, чтобы выделить роскошные и спортивные комплектации) и другое оборудование для поддержания более премиального статуса, чем набирающие популярность Magna V6. В декабре 1995 года вышла экспортная версия универсала с V6 Verada Touring в ограниченном количестве, (81 с МКПП и 99 с АКПП). Успешное внедрение Verada в качестве флагмана класса люкс и повышение класса Magna SE, привели к исключению комплектации Magna Elite.
TS и KS серии были заменены на третье поколение в 1996 году, однако, универсалы остались в продаже до 1997 года из-за задержки нового поколения универсала.

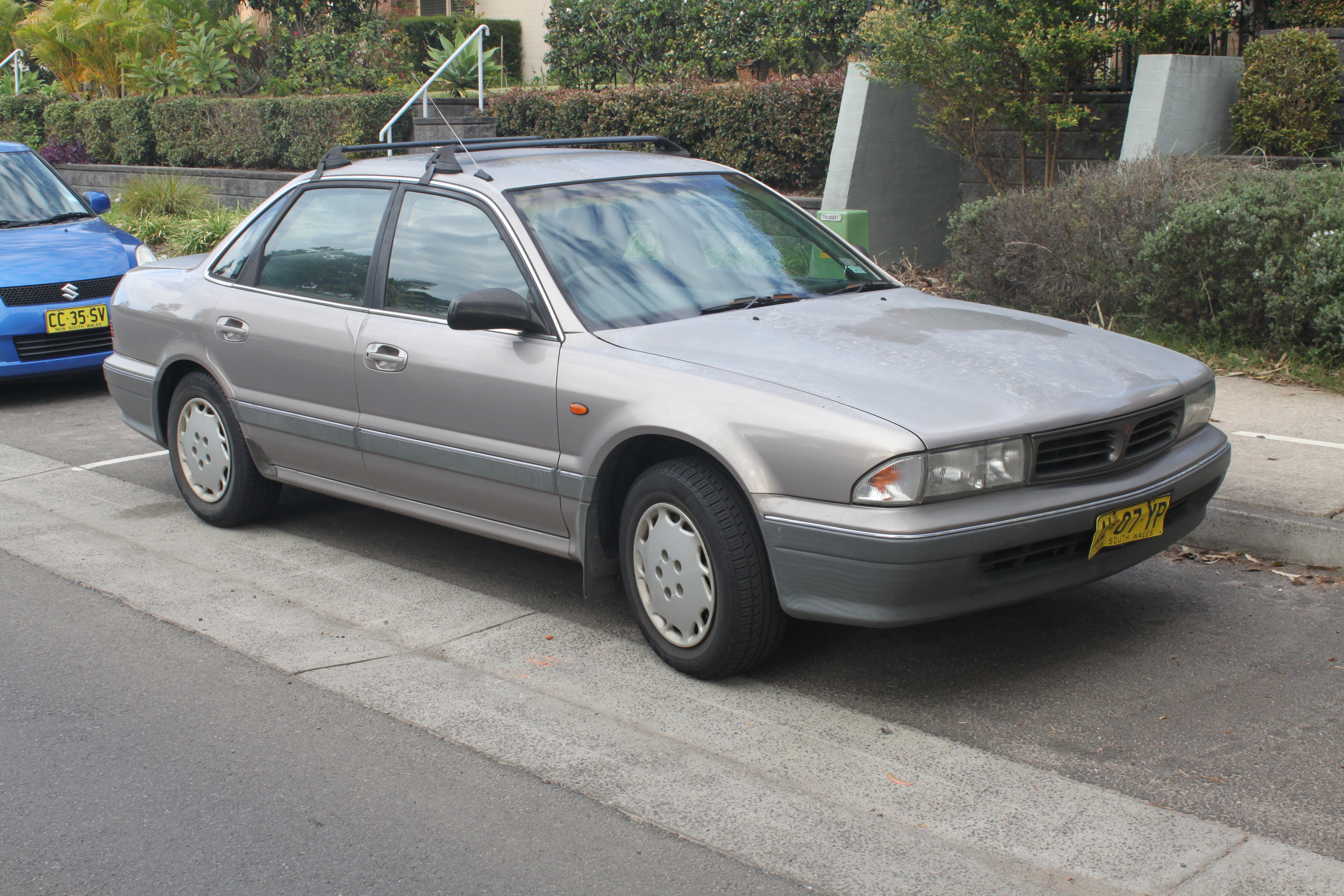
Mitsubishi Magna (TS) Executive V6

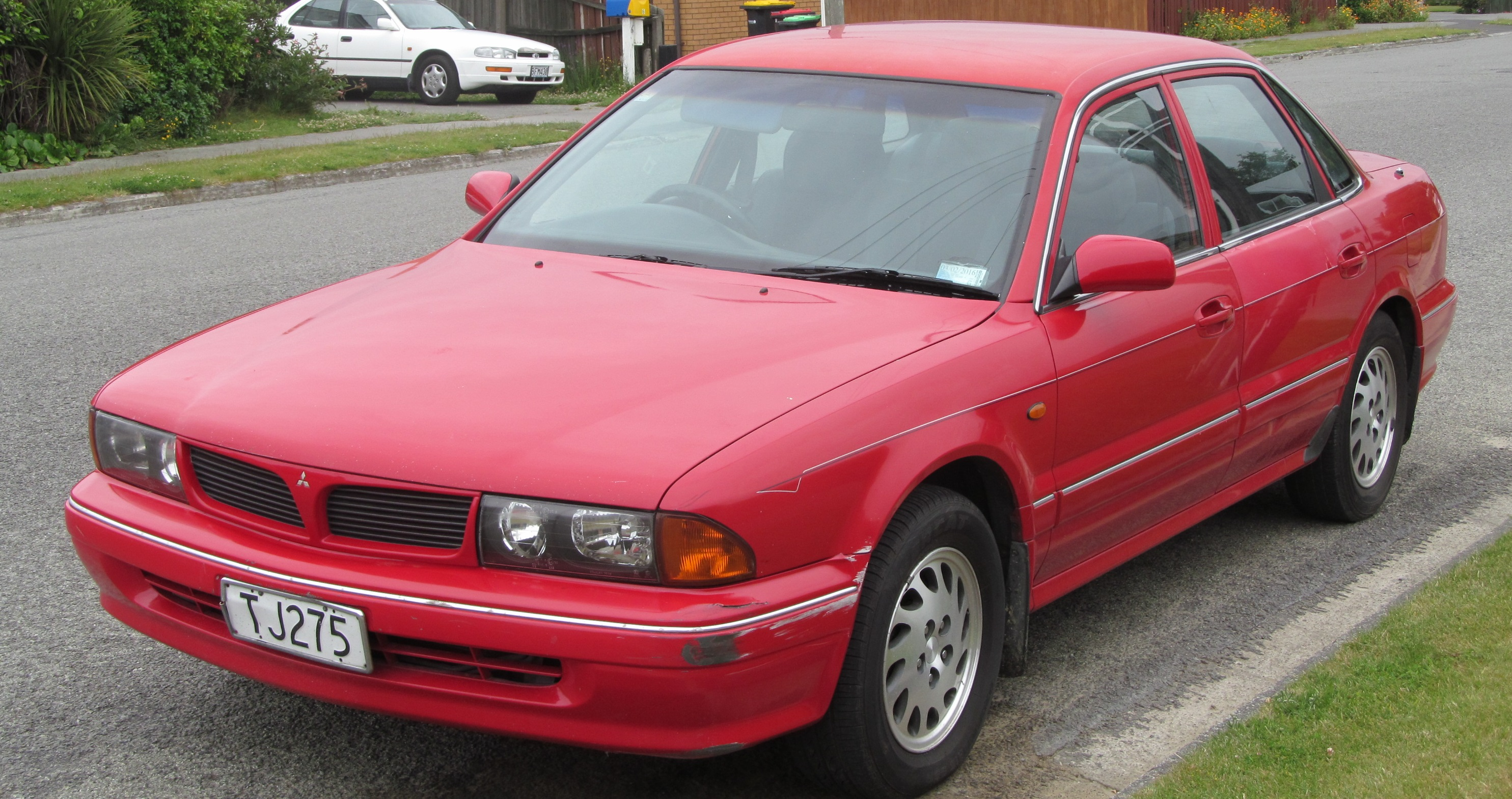
Mitsubishi V3000 Super Saloon (KS)

Варианты:
- GLX (карбюратор; МКПП или АКПП)
- Executive (EFI; МКПП или АКПП)
- Executive V6 (МКПП или АКПП)
- Advance V6 (МКПП или АКПП)
- SE (EFI; МКПП или АКПП)
- SE V6 (АКПП)

Ограниченные версии:
- Challenge (седан и универсал)
- Profile wagon (МКПП или АКПП)
- Safari wagon (МКПП или АКПП)
- V6Si sedan

## Третье поколение (1996—2005)

### ТЕ / КЕ серия

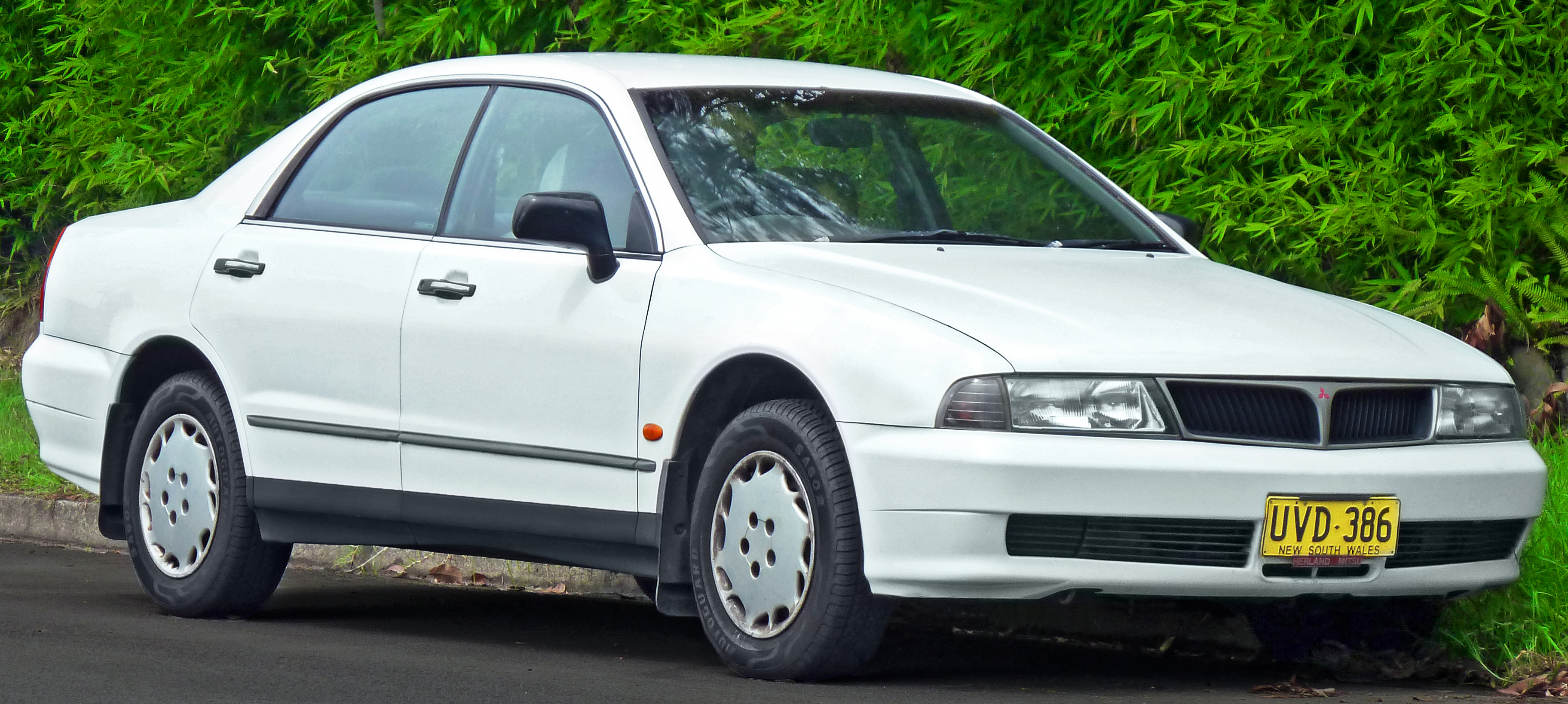
Mitsubishi Magna (TE)

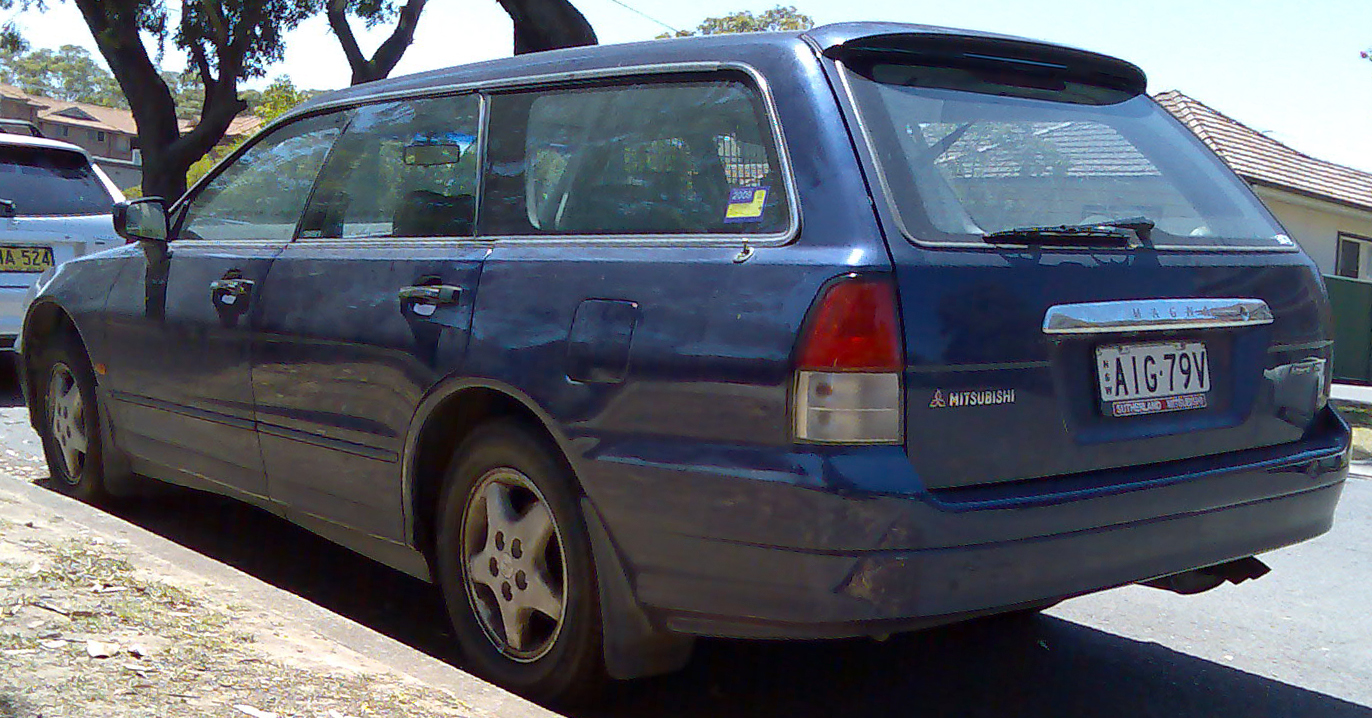
Mitsubishi Magna (TF) Altera LS

В апреле 1996 года MMAL выпустила новое поколение Magna, а в июле Verada, которые были в значительной степени основана на базе второго поколения японского Mitsubishi Diamante, так как Mitsubishi стремилась создать конкурента для БМВ на американском рынке. Обе машины этой серии выиграли в 1996 премию «Автомобиль года» Австралии.
Как и в случае со вторым поколением, ТЕ и КЕ серия вышли на общей платформе, которая получила кодовое название YR. Кузова стали больше (10 мм выше и длиннее серии TS) и жестче (на 13 процентов), но лишь незначительно тяжелее (около 20 кг) благодаря большему применению алюминиевых сплавов. Новая Verada опять отличалась более роскошными элементами декора и увеличенными бамперами.
В перечень двигателей Magna впервые включили японский 2,4-литровый четырёхцилиндровый 4G64-С4 105 кВт (143 л. с.) и 205 Н*м, 90 процентов деталей которого не пересекались с установленным на предыдущей Magna 4G54. Появился также новый для Австралии 3,5-литровый V6 с индексом 6G74 (для Verada).
Первоначально модели включали исполнения Executive и Altera (вместо SE), оба были доступны с любым двигателем и четырёхступенчатой автоматической или пятиступенчатой механической коробкой передач. Новая четырёхступенчатая электронная автоматическая коробка передач «INVECS II» могла подстраиваться под водителя образец пользования и дорожных условий, чтобы выбрать оптимальную передачу для любой ситуации, благодаря «нелинейной логики». Несмотря на то, реечный механизм с усилителем имел те же самые точки крепления как Diamante, компоненты были изготовлены по спецификациям MMAL в Австралии, фирмой TWR. Подвеска колёс стали независимой, со стойками Макферсон спереди, вместо многорычажной конструкции Диаманте, и задней многорычажной для седана (для универсала принят другая, более компактная конструкция). Тормоза всех колёс дисковые (передние вентилируемые) с АБС Bosch 5.3.
Verada был доступен в версии EI и XI с 3,5-литровым V6 (который выдавал 147 кВт (200 л. с.) и 300 Н*м) в паре с автоматической коробкой передач. Эти самые высокие показатели легли в основу программы экспорта MMAL, сделав Diamant единственным на все мировые рынки, кроме Японии, где построенный японцами Diamant был прежнему доступен. В крупнейшем рынке экспорта, в США — Diamant конкурировал в "«near luxury» сегменте.

## Продажи
| вариант  | 1990   | 1991   | 1992   | 1993   | 1994   | 1995   | 1996   | 1997   | 1998   | 1999   |
| -------- | ------ | ------ | ------ | ------ | ------ | ------ | ------ | ------ | ------ | ------ |
| Magna I4 | 31,808 | 27,066 | 29,020 | 27,114 | 24,828 | 16,619 | 10,209 | 5,916  | 3,099  | 307    |
| Magna V6 |        |        |        | 5,903  | 12,208 | 13,850 | 20,640 | 29,964 | 29,523 | 24,814 |
| Verada   |        | 1,699  | 4,989  | 4,654  | 3,437  | 2,746  | 1,538  | 5,128  | 3,222  | 3,118  |
| вариант  | 2000   | 2001   | 2002   | 2003   | 2004   | 2005   | 2006   | 2007   |        |        |
| Magna V6 | 23,270 | 21,720 | 21,258 | 21,541 | 14,250 | 11,415 | 591    | 3      |        |        |
| Verada   | 3,001  | 2,661  | 2,147  | 2,125  | 1,718  | 1,054  | 51     | 3      |        |        |